# Agriocnemis
Agriocnemis é um género de libelinha da família Coenagrionidae.
Este género contém as seguintes espécies:
- Agriocnemis aderces Lieftinck, 1932
- Agriocnemis alcyone Laidlaw, 1931
- Agriocnemis angolense Longfield, 1947
- Agriocnemis angustirami Pinhey, 1974
- Agriocnemis argentea Tillyard, 1906
- Agriocnemis carmelita Selys, 1877
- Agriocnemis clauseni Fraser, 1922
- Agriocnemis corbeti Kumar & Prasad, 1978
- Agriocnemis dabreui Fraser, 1919
- Agriocnemis dissimilis D'Andrea & Carfi, 1997
- Agriocnemis dobsoni Fraser, 1954
- Agriocnemis exilis Selys, 1872
- Agriocnemis exsudans Selys, 1877
- Agriocnemis falcifera Pinhey, 1959
- Agriocnemis femina (Brauer, 1868)
- Agriocnemis forcipata Le Roi, 1915
- Agriocnemis gratiosa Gerstäcker, 1891
- Agriocnemis interrupta Fraser, 1927
- Agriocnemis inversa Karsch, 1899
- Agriocnemis kelarensis Peters, 1981
- Agriocnemis kunjina Watson, 1974
- Agriocnemis lacteola Selys, 1877
- Agriocnemis luteola Navás, 1936
- Agriocnemis maclachlani Selys, 1877
- Agriocnemis merina Lieftinck, 1965
- Agriocnemis minima Selys, 1877
- Agriocnemis naia Fraser, 1923
- Agriocnemis nana Laidlaw, 1914
- Agriocnemis palaeforma Pinhey, 1959
- Agriocnemis pieli Navás, 1933
- Agriocnemis pieris Laidlaw, 1919
- Agriocnemis pinheyi Balinsky, 1963
- Agriocnemis pygmaea (Rambur, 1842)
- Agriocnemis ruberrima Balinsky, 1961
- Agriocnemis rubricauda Tillyard, 1913
- Agriocnemis salomonis Lieftinck, 1949
- Agriocnemis sania Nielsen, 1959
- Agriocnemis splendissima Laidlaw, 1919
- Agriocnemis thoracalis Sjöstedt, 1917
- Agriocnemis victoria Fraser, 1928
- Agriocnemis zerafica Le Roi, 1915